# Noj
Noj (lat. Struthio camelus) je vrsta ptica iz reda nojevki i najveća je danas živuća ptica na Zemlji. Danas obitava još samo u Africi južno od Sahare. Ranije je živio i u zapadnoj Aziji. To je ptica koja je zbog svog perja, mesa i kože oduvijek bila značajna za ljude. To je dovelo do toga, da je danas istrijebljena u mnogim područjima u kojima je ranije živjela.

## Obilježja
Mužjaci noja su visoki između 210 i 275 cm a teški su od 100 do 130 kg, a ponekad čak i do 150 kg. Ženke su manje, visoke su 175 do 190 cm a teže 90 do 100 kg. 
Perje mužjaka, koje nazivaju i pijetlovima, je crno. Jedino perje krila i repa je bijelo. Ženke, odnosno kako njih zovu kokoši, imaju nasuprot tome perje neugledne boje tla. Jedino je perje krila i repa i kod njih svjetlije, i sivo-bijele je boje. Perje mladunaca podsjeća na perje ženke, samo se kod njih još ne ističe razlika u boji perja krila i repa u odnosu na trup. Gole noge i vrat su im, ovisno o podvrste, sive, sivkasto-plavkaste ili lagano ružičaste. U vrijeme parenja koža mužjaka sjaji posebno intenzivno. 
Vrat noja je dugačak i pretežno gol, dok im je glava u odnosu na tijelo relativno malena, ali su im zato oči s promjerom od 5 cm najveće od svih kopnenih kralježnjaka.
Zdjelica noja je ventralno zatvorena stidnom kosti (Symphysis pubica). Kod svih drugih ptica, osim kod nojevki to nije slučaj. Kod njih je zdjelica građena od tri međusobno povezane kosti između kojih je veliki otvor koji zatvaraju vezivno i mišićno tkivo. Noj ima vrlo duge noge sa snažnom muskulaturom. On u punom trku dosiže brzinu od oko 70 km/h, dok brzinom od 50 km/h može trčati oko pola sata. Kao prilagodbu brzom trčanju, stopalo noja se razvilo na način da ima samo dva prsta, što je jedinstveno kod ptica. Pored trčanja, noge su noju po potrebi i vrlo efikasno obrambeno oružje. Oba prsta imaju kandže pri čemu je kandža na unutrašnjem, većem prstu, duga i do 10 cm.
Krila noja su vrlo velika, no kao i kod svih nojevki nisu prilagođena letenju. Težina noja je daleko iznad one koja bi mu još dozvolila da se podigne u zrak. Umjesto toga, krila služe noju za udvaranje, davanje sjene i održavanje ravnoteže pri trčanju.

## Glas
Glasanje mužjaka noja podsjeća na riku lava. Duboki glas koji zvuči kao "bu bu buuuuu huuu" se ponavlja više puta. Mužjaci se učestalo tako glasaju u razdoblju udvaranja kao i kod borbe oko dokazivanja dominantnosti jedinke na određenom području. Osim toga, pripadnici oba spola su u stanju glasati se zviždavim, frktavim i režećim glasovima. Samo njihovi pilići se javljaju melodičnim glasovima koji služe privlačenju roditeljske pažnje.

## Rasprostranjenost i životni okoliš
Prirodno područje rasprostranjenosti nojeva je Afrika, a naročito njen istočni i južni dio. Izumrli su na Arapskom poluotoku, u zapadnoj Aziji kao i u Africi, sjeverno od Sahare. 
Nojevi žive na otvorenim područjima kao što su savane i pustinje. Prednost daju okolišu s kratkom travom i s ne previsokim drvećem. Uopće ne žive na područjima gdje trava raste više od jednog metra. Povremeno ulaze u grmovita područja, ali se u njima ne zadržavaju jer ih grmlje ometa u kretanju a i zaklanja im vidik. Za stalno zadržavanje im nisu pogodne niti prave pustinje bez vegetacije, ali na svojim putovanjima prelaze preko njih bez problema. Svoju potrebu za vodom pokrivaju hranom, pa im stoga nije potreban pristup vodi, a i duga sušna razdoblja im ne smetaju. 
Danas u Australiji živi više stotina nojeva koji su pobjegli s farmi za uzgoj, i sad žive u divljini.

## Način života

### Aktivnosti
Nojevi su dnevne ptice, a najaktivniji su u sumrak. U razdobljima kad nema dovoljno hrane, poduzimaju daleka putovanja, a tada mogu putovati i oko podneva, kad su vrućine najveće. Noću miruju i pritom vrat obično drže uspravno, ali zatvaraju oči. Samo u kratkotrajnim razdobljima dubokog sna polažu glavu na leđno perje ili na tlo.

### Socijalno ponašanje
Osim u razdoblju parenja i podizanja mladih, nojevi žive u labavim skupinama koje čine dvije, ponekad pet a povremeno i 100 ili više jedinki. U pustinjskim područjima, oko vode se znaju okupiti i grupe od više stotina nojeva. Ove su zajednice vrlo labave, jedinke se okupljaju i razilaze sasvim proizvoljno. Često se mogu sresti i pojedinačno. Usprkos tomu, kad su u grupi, postoji vrlo jasna hijerarhija. Mjesto na ljestvici se najčešće utvrđuje prijetećim glasanjem i ponašanjem. Pri tome uspravljaju perje krila i repa, a vrat drže potpuno uspravno. Ptica koja je niža na ljestvici pokazuje svoju podređenost savijanjem vrata i držanjem glave vrlo nisko, dok mu perje krila i repa također spuštaju prema dole. Prepirke oko mjesta na hijerarhijskoj ljestvici rijetko završavaju kratkom borbom.
U vrijeme razmnožavanja, ove labave grupe se raspadaju, a spolno zreli mužjaci počinju s okupljanjem harema.

### Prehrana
Nojevi su pretežno biljožderi, no povremeno jedu i kukce kao i manje životinje. Hrane se pretežno zrnjem, travama, lišćem i voćem. Kukci, gusjenice i skakavci su samo usputni dodatak. Prednost daju hrani koju mogu pokupiti s tla. Hranu dobro iskorištavaju crijevom dugim 14 metara. Kako bi potpomogli probavu, gutaju pijesak i kamenčiće (gastrolit), a skloni su gutanju i drugih predmeta koji bi mogli koristiti istom cilju. Tako su u želucima nojeva nađeni novčići, čavli i slični predmeti.

### Neprijatelji
Najvažniji neprijatelji nojeva su lavovi, leopardi i gepardi. Nojevi se potpomažu okupljanjem u grupe, kako bi lakše opazili neprijatelja. Time se smanjuje opasnost svake pojedine jedinke da bude odabrana kao plijen, a svaki član grupe tako ima više vremena za hranjenje. U savanama nojevi se često priključuju krdima zebri i gazela jer i te su životinje na oprezu od istih neprijatelja. 
Rašireno je vjerovanje, da noj u slučaju opasnosti gura glavu u pijesak. Noj se može u slučaju opasnosti spasiti brzim bijegom, a dobro ciljanim udarcem noge može ubiti lava ili čovjeka. Međutim, u vrijeme ležanja na jajima, oni u slučaju opasnosti legnu na tlo i ravno ispruže vrat. Tako priljubljen uz tlo, vrat i glava mu se iz daljine ne vide, pa se misli da je to ponašanje dovelo do nastajanja ove legende o nojevima.

### Razmnožavanje
Vrijeme parenja je u raznim područjima Afrike vrlo različito. U savanama Afrike pada u vrijeme suše između lipnja i listopada. Za razliku od toga, u suhim područjima kao, recimo, u pustinji Namib, vrijeme razmnožavanja traje cijelu godinu.
Mužjaci u vrijeme parenja postaju teritorijalni. Brane svoje područje koje je veliko između 2 i 15 km², a druge mužjake tjeraju s tog "svog" područja, dok ženke dočekuju udvaranjem. 
Iako mogu postojati i monogamni parovi, mužjak u pravilu ima čitav harem. Pri tome, jedna ženka je "glavna", i to se po ponašanju prepoznaje, dok su ostale ženke niže rangirane. Glavna ženka ostaje s mužjakom više godina. Niže rangirane ženke su najčešće vrlo mlade. 
Mužjak se prvo pari s glavnom ženkom, a nakon toga s ostalim. Parenju prethodi udvaranje pri čemu mužjak širi i pokazuje krila izmjenično ih podižući i spuštajući. Istovremeno, napuše svoj obojeni vrat i njiše glavom lijevo-desno. Tako se producirajući, prilazi ženki udarajući nogama o tlo. Ženka pokazuje svoju spremnost za parenje spuštajući krila i glavu prema tlu u pozi potčinjavanja. Nakon parenja, glavna ženka odabire jedno od gnijezda koje je mužjak ranije pripremio, grebući nogama još prije toga više plitkih jama u tlu promjera od oko tri metra.
Ostale ženke legu jaja u gnijezdo koje je glavna ženka odabrala, a nakon toga ih glavna ženka protjeruje. One nakon toga obično odlaze u područje drugog mužjaka s kojim se također pari, i cijela se procedura ponavlja.
Glavna ženka obično izleže osam, a rijetko više, i do dvanaest jaja. Ostale ženke legu svaka po dva do pet jaja. U tim zajedničkim gnijezdima se na kraju skupi i do 80 jaja. Ona su sjajno bijela, teška i do 1.900 grama s promjerom od 15 cm, a njihov sadržaj odgovara sadržaju 24 kokošjih jaja. Time su to među najvećim jajima na svijetu, ali u usporedbi s veličinom tijela, spadaju u najmanja.
Samo glavna ženka ostaje s mužjakom i samo oni zajedno brinu za leglo. Kako ptica svojim tijelom može pokriti najviše dvadeset jaja, glavna ženka miče višak jaja iz gnijezda jaja drugih ženki. Svoja jaja smješta u sredinu gnijezda, uspijeva ih veličinom i težinom razlikovati od jaja drugih ženki. Iako daje prednost svojim jajima, u gnijezdu ostaje prostora za još deset do petnaest jaja drugih ženki. Uz to, glavna ženka na taj način dodatno štiti svoja jaja, jer ako netko napadne gnijezdo, uzima jaja s ruba. 
Ženka obično leži na jajima po danu, a mužjak noću. Brojni grabežljivci u tom razdoblju pokušavaju odmamiti ptice s gnijezda. To su prije svega šakali, hijene, i Neophron percnopterus najmanja vrsta iz porodice jastrebovki, potporodice lešinara starog svijeta (Aegypiinae) koja živi u Africi. Oni razbijaju nojevo jaje uz pomoć kamena koji bacaju na njega iz zraka. Samo oko 10% jaja se uspijeva izvaliti.  
Pilići izlaze iz jaja nakon šest tjedana sa svijetlo smeđim paperjem. Roditelji nastavljaju brinuti o njima štiteći ih raširenim krilima od sunca ili kiše.U dobi od tri dana pilići napuštaju gnijezdo i svuda slijede roditelje. Ponekad se dva para sretnu, i tada si uzajamno prijete i često i bore. Pobjednički par zatim preuzima piliće pobijeđenog para i dalje brine o njima. Na taj način, jedan snažan par uspijeva preuzeti mladunčad svih parova koje sretne.Jednom prilikom primjećen je par koji je vodio 380 pilića. Slično kao što se jaja podređenih ženki koriste za povećanje sigurnosti vlastitih, i na ovaj se način povećava vjerojatnost da će u slučaju napada grabežljivca, oteto pile biti jedno od tuđih pilića.
U dobi od tri mjeseca, pilići umjesto paperja dobivaju mladenačko perje. Nakon godinu dana, dosežu veličinu roditelja, no samo oko 15% izleženih pilića doživi tu starost. Ženke su spolno zrele s dvije, a mužjaci s tri do četiri godine. Očekivani život im je oko 30 do 40 godina, dok u zoološkom vrtu žive i do 50 godina.

## Noj i čovjek
Odnos čovjeka i noja star je najmanje 5.000 godina. Staroegipatska kao i mezopotamska umjetnost pokazuju, da su nojeva pera već u ta davna vremena bila korištena kao nakit. Posebnost nojevog perja je njegova simetrija. Niti su s obje strane osovine jednako dugačke.
Dalje od toga seže odnos prema noju u mnogim religijama Afrike gdje je postao dio rituala, priča i legendi. Nojeva jaja imaju i praktičnu korist za narode Khoisan (izgovor kojsan) koji ih koriste kao posudu za piće ili od ljuske izrađuju ogrlice i narukvice.
Kad je u 18. stoljeću nojevo perje došlo u Europi u modu kao ukras na šeširima bogatih dama, počeo je lov na ove ptice u takvoj mjeri, da je došlo u opasnost postojanje vrste. Noj je u tom razdoblju u zapadnoj Aziji, sjevernoj i južnoj Africi do zadnjeg istrebljen. Tek u 19. stoljeću se počelo s uzgojem nojeva, jer su u prirodi postali prerijetki da bi se lov još isplatio. Prve su farme nastale u južnoj Africi 1838. Tijekom druge polovine 20. stoljeća se otvara sve više farmi za njihov uzgoj u Europi i sjevernoj Americi.
Danas nojevo perje nema više gotovo nikakvu ulogu u njegovu uzgoju. Uzgaja ga se prije svega zbog njegove sivo-plavkaste kože. Meso noja ima specifičan okus koji podsjeća na okus govedine i bizonovog mesa. Osim toga, ima vrlo malo kolesterola. Ne može se peći jer pri tome postaje žilavo, ali je jako dobro za pripremu u umacima ili pečenje u foliji. Dodavanje snažnih začina kao i slatkih okusa kao što su med i đumbir pojačavaju okus nojevog mesa. 
Tek u novije se vrijeme noj koristi za jahanje ili vuču kao turistička atrakcija. To, međutim, nigdje ne postoji kao kulturna tradicija.